# ホイ島
ホイ島 （Hoy、古ノルド語:Háey）は、スコットランド、オークニー諸島の島。面積はメインランド島に次いで大きい。切り立った崖に囲まれた島で、オールド・マン・オブ・ホイという奇岩が知られる。人口272人（2001年）。